# کراینینگرخورس
کراینینگرخورس (به هلندی: Kruiningergors) یک منطقهٔ مسکونی در هلند است که در وست‌فورنه واقع شده‌است. کراینینگرخورس ۱۷۰ نفر جمعیت دارد.